# Таборская волость
Таборская волость (латыш. Tabores pagasts) — одна из 25 волостей Аугшдаугавского края Латвии. Административным центром волости является село Таборе.
Реки: Даугава, Логовка, Марьяновка, Таборе, Молчановка. Природный парк Даугавас локи.